# Lamar Alexander
Pour les articles homonymes, voir Alexander.
Lamar Andrew Alexander, né le 3 juillet 1940 à Maryville (Tennessee), est un homme politique américain. Membre du Parti républicain, il est gouverneur du Tennessee entre 1979 à 1987, secrétaire à l'Éducation entre 1991 à 1993 sous l'administration du président George H. W. Bush et sénateur fédéral de son État de 2003 à 2021.

## Biographie
Lamar Alexander est le fils d'un instituteur de maternelle et d'une directrice d'école élémentaire, famille habitant le Tennessee depuis six générations.
Diplômé de l'université Vanderbilt, il travaille à l'édition de revue juridique à l'université de New York.
Il travaille ensuite auprès la Cour d'appel de La Nouvelle-Orléans puis comme assistant législatif du sénateur Howard Baker et enfin auprès de Bryce Harlow, conseiller du président Richard Nixon.
En 1974, Lamar Alexander est le candidat républicain au poste de gouverneur du Tennessee mais il est battu par son opposant démocrate, Ray Blanton (en). En 1978, il prend sa revanche et est élu gouverneur contre Jake Butcher, flamboyant banquier de Knoxville. De 1979 à 1987, il est le 45e gouverneur du Tennessee. Au cours de son mandat, il mène notamment une expérience à grande échelle, le projet STAR, pour mesurer l'effet de la taille des classes sur les résultats des élèves. À la fin de son mandat, il part vivre six mois en Australie.
De 1988 à 1991, il préside l'université du Tennessee.
De 1991 à 1993, il est secrétaire à l'Éducation dans l'administration de George H. W. Bush.
Par la suite, il fonde ce qui deviendra une des plus importantes sociétés de travail temporaire.
En 1996 et 2000, il est candidat aux élections présidentielles mais doit abandonner à la suite de ses échecs aux primaires républicaines.

### Sénateur des États-Unis
En 2002, il est élu sénateur du Tennessee au Congrès des États-Unis et succède au populaire acteur républicain Fred Thompson au siège occupé autrefois par Al Gore.
Il préside la sous-commission sur les enfants et la famille, celle sur l'énergie, et la sous-commission sur les affaires africaines.
En 2008, il est réélu sénateur avec 67,3 % des voix, contre seulement 32,6 % à son adversaire démocrate Bob Tuke.
Le 6 août 2009, il est l'un des neuf sénateurs républicains à voter pour la nomination de Sonia Sotomayor à la Cour suprême des États-Unis.

### Vie privée
Pianiste amateur, auteur de six livres, presbytérien, il est marié et a quatre enfants.

## Distinctions
En 1988, il est lauréat du prix James-Bryant-Conant.